# Agave vilmoriniana
Agave vilmoriniana är en sparrisväxtart som beskrevs av Alwin Berger. Agave vilmoriniana ingår i släktet Agave och familjen sparrisväxter. Inga underarter finns listade i Catalogue of Life.

## Bildgalleri

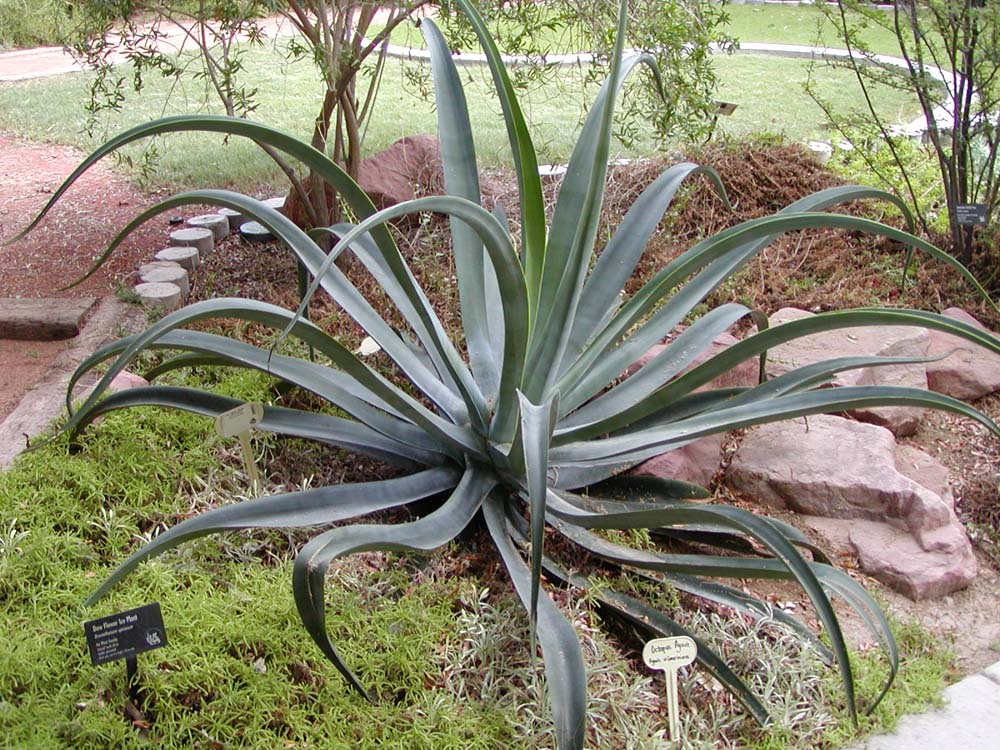
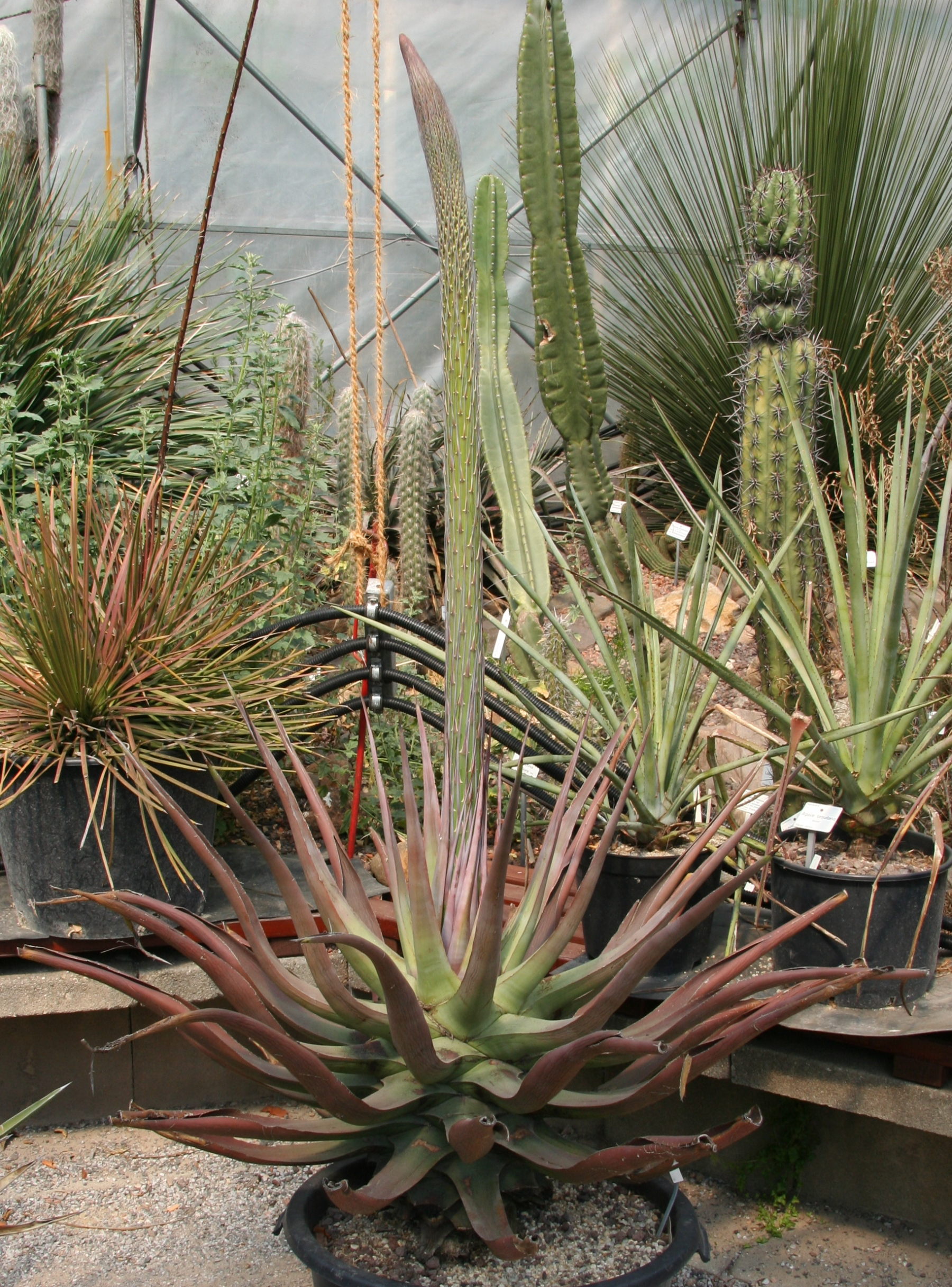
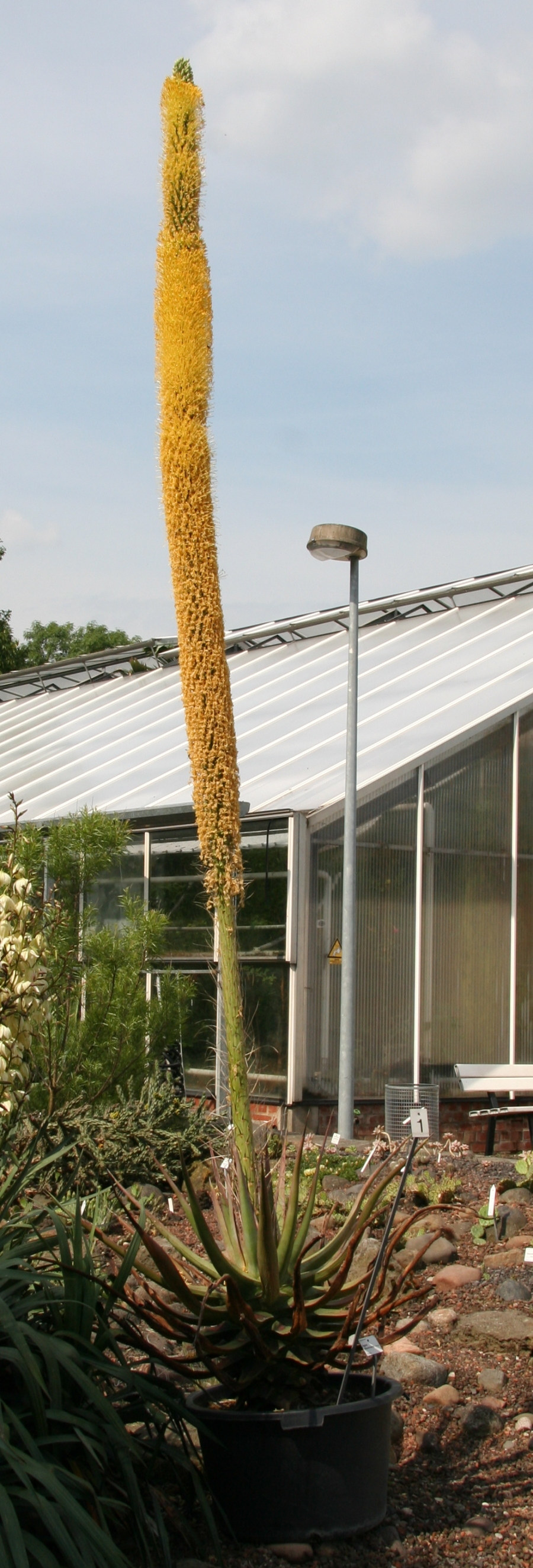
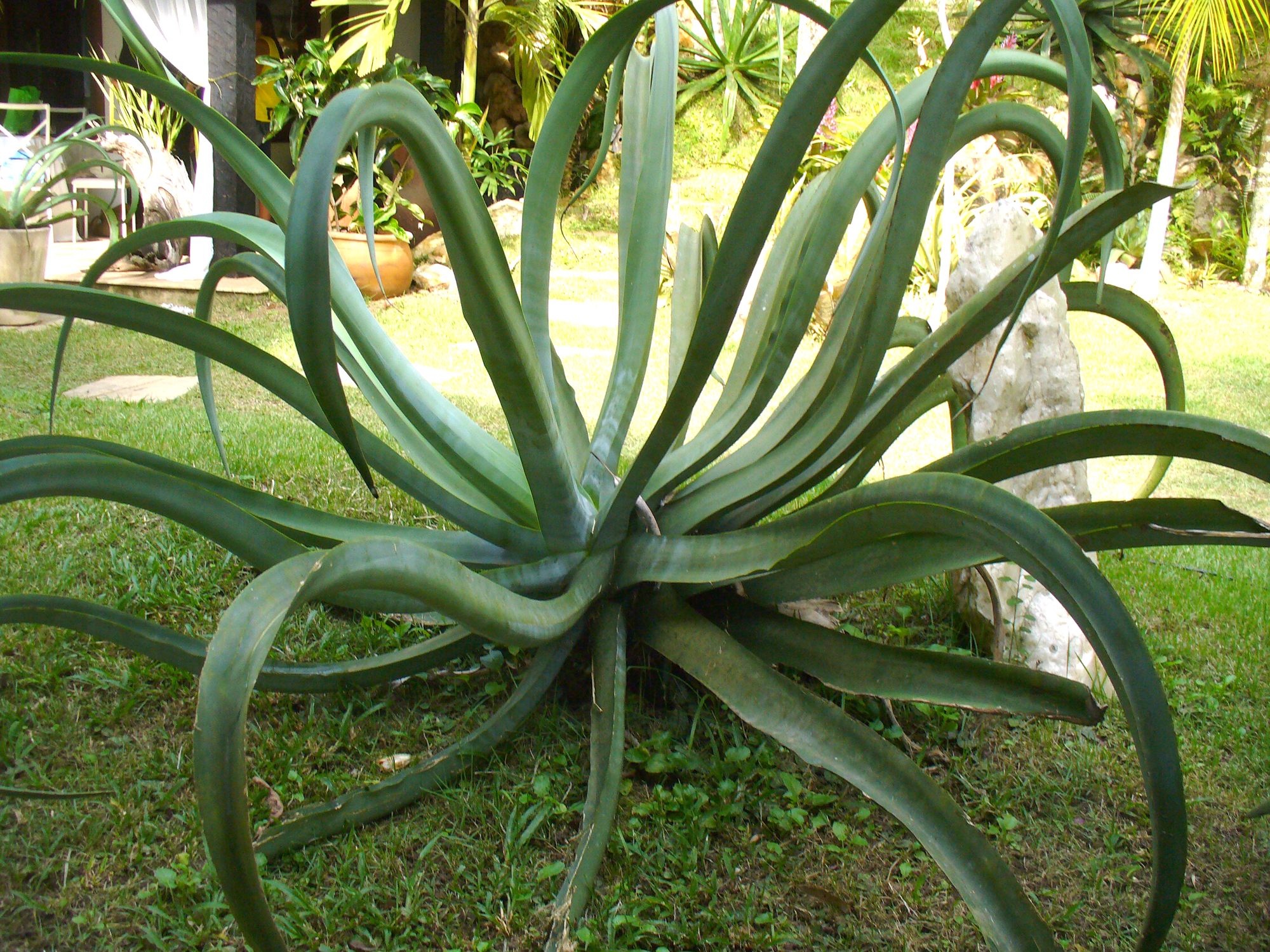
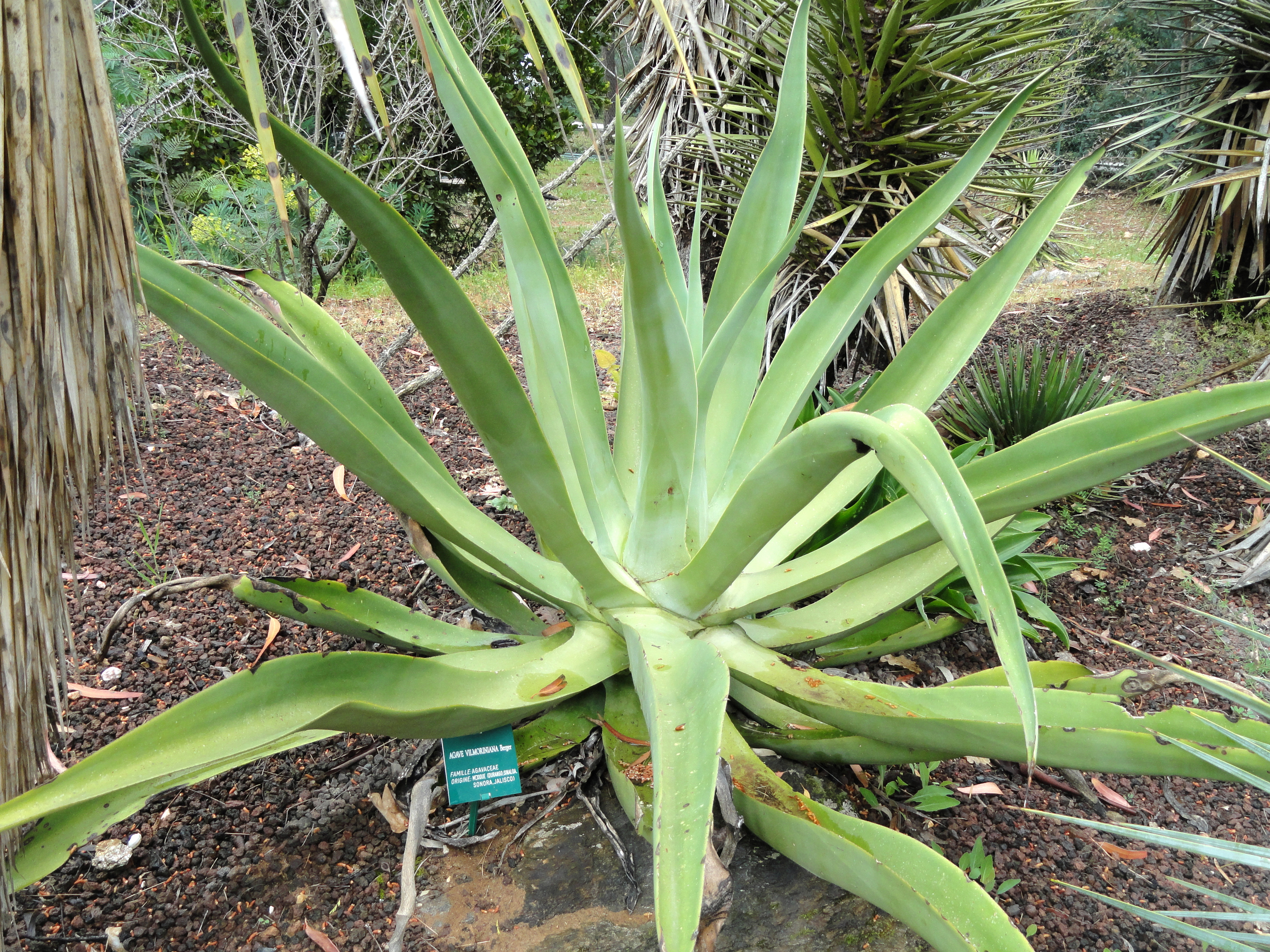
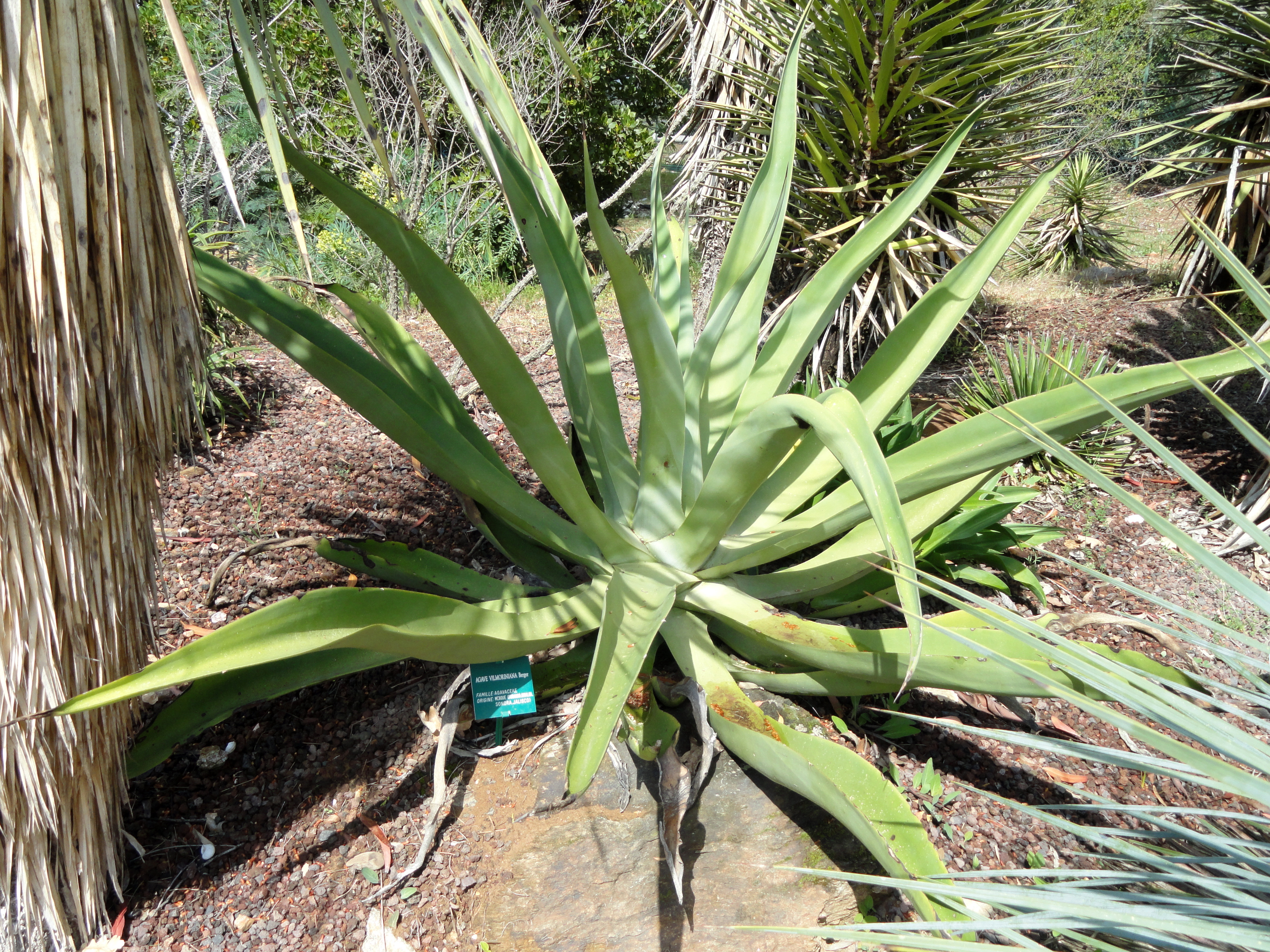